# Aigueperse (Puy-de-Dôme)
Aigueperse é uma comuna francesa na região administrativa de Auvérnia-Ródano-Alpes, no departamento Puy-de-Dôme. Estende-se por uma área de 10,51 km². Em 2010 a comuna tinha 2 790 habitantes (densidade: 265,5 hab./km²).